# Ignazio Donati
Ignazio Donati (1570 circa – Milano, 21 gennaio 1638) è stato un compositore italiano del primo barocco. Fu uno dei pionieri dello stile del mottetto concertato.

## Biografia
Poco si sa della sua giovinezza, ma deve aver avuto una profonda formazione musicale. Nacque con ogni probabilità a Pesaro. La successione di incarichi in diverse cattedrali italiane è ben documentata: fu a Urbino, quindi a Pesaro, Fano, Ferrara, Casalmaggiore, Novara e Lodi e infine conseguì il prestigioso posto alla guida della Cappella Musicale del Duomo di Milano nel 1629, mantenendolo con una breve interruzione sino alla morte. Donati non nacque a Casalmaggiore, come spesso si può leggere. Ció si può evincere anche dalle recenti pubblicazioni di Vittorio Rizzi e dalle fonti antiche sulla storia di Casalmaggiore dell'abate G. Romani (che ci fa sapere che Donati, "quantunque estero" fu aggregato alla locale Accademia de' Filomeni). L'errore, piuttosto comune deriva da una fallace interpretazione del Fetis che leggendo alla lettera il frontespizio dei Salmi Boscarecci, tradusse "Maestro di Cappella della Terra di Casalmaggiore " come una allusione ai natali del Donati, invece che a un riferimento alla particolarità del contratto, stipulato in egual modo per i successori Francesco Dognazzi e Francesco Vignali.
La musica di Donati ebbe grande diffusione in tutta Europa, come attestano, oltre le numerose ristampe di suoi lavori anche la presenza di numerose copie manoscritte di sue composizioni in numerosi archivi musicali.

## Opere

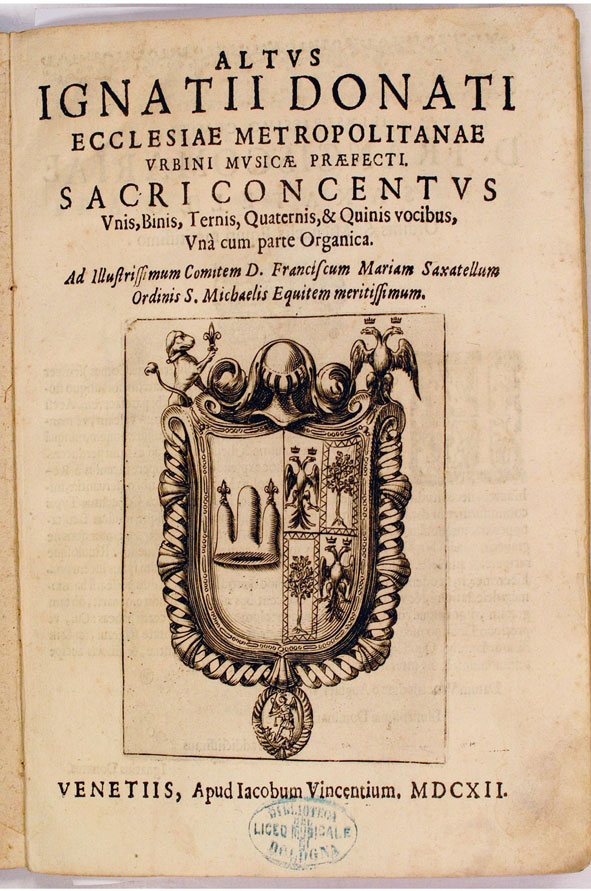
Frontespizio dei "Sacri Concentus", Venezia, 1612

Donati scrisse concerti sacri, mottetti, messe e salmi. Compositore dedicatosi prevalentemente al repertorio sacro, pubblicò una sola raccolta di genere profano, le Fanfalughe a 2,3,4 e 5 voci, stampata dal Vincenti nel 1630.
Nella prefazione dei Sacri Concentus, dati alle stampe a Venezia nel 1612, il Donati teorizza la pratica del cantar lontano, una particolare modalità di spazializzazione del suono per cui lo stesso compositore predispone alcuni mottetti nella raccolta, descrivendo la collocazione dei cantanti nello spazio e la modalità di battuta.
Negli Avvertimenti che precedono i Salmi Boscarecci (1623), il Donati propone un interessante concetto di flessibilità esecutiva: i salmi risultano eseguibili sia in una versione più "povera" a 6 voci che aggiungendo, "se piace" 6 parti di ripieno e," se piace", un ulteriore coro strumentale sempre a 6 parti, per un totale di 18 parti.
Compositore estroso, fu aggregato all'Accademia de' Filomeni di Casalmaggiore col nome di Auriga.